# オート・メラーラMod56 105mm榴弾砲

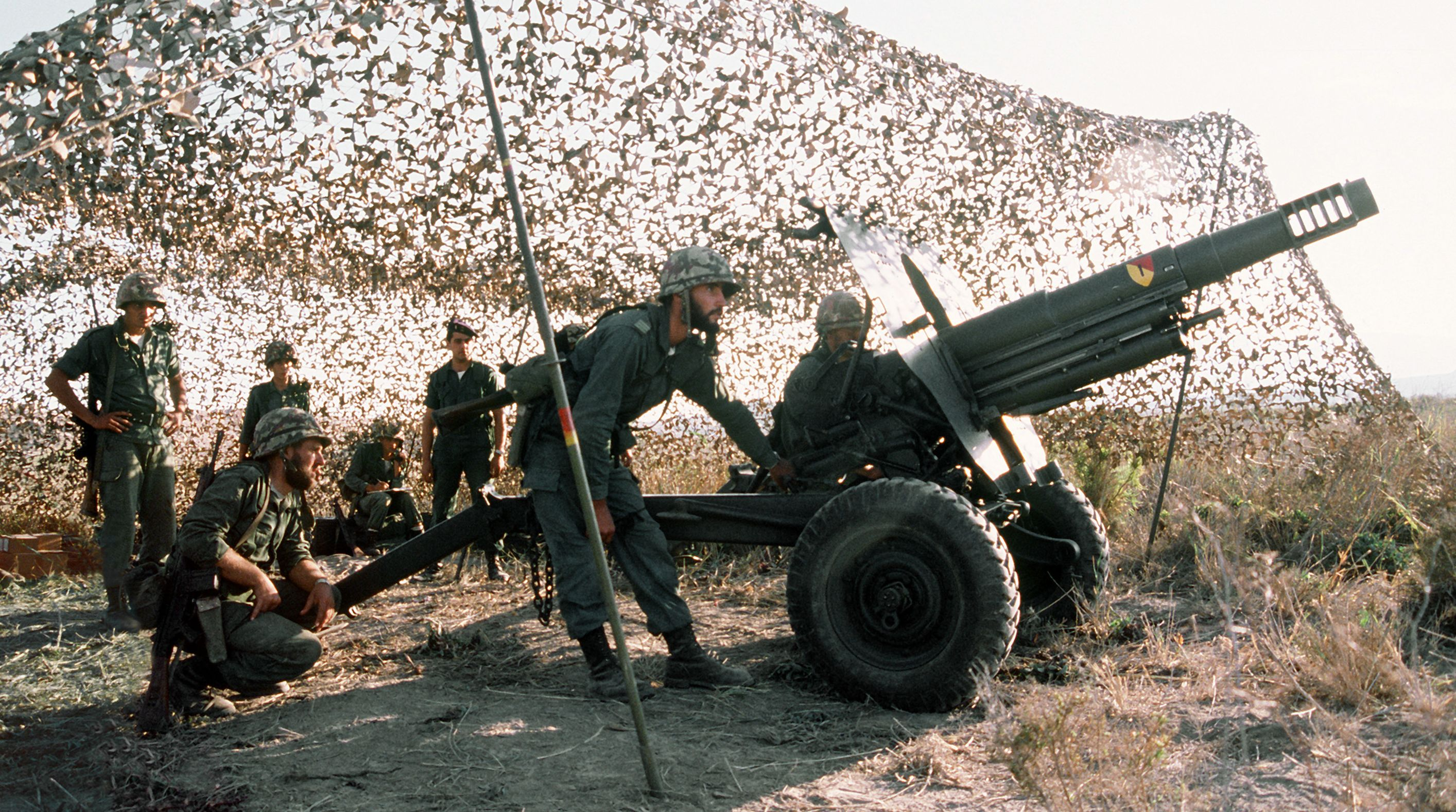
スペイン海兵隊の運用砲。

オート・メラーラMod.56 105mm榴弾砲（オート・メラーラMod56 105ミリりゅうだんほう、イタリア語: Oto Melara Obice da montagna 105/14 Modello 56 ）とは、イタリアのオート・メラーラ社が1950年代にイタリア陸軍アルピーニ山岳部隊の火力支援用に設計した山岳用榴弾砲（山砲）である。

## 概要
Mod.56榴弾砲は、第二次世界大戦後にアメリカから供与されたM116 75mm榴弾砲の後継として開発された。
この榴弾砲は軽量である上に12個の部品に容易に分解、組み立てを行うことが可能であり、車輌による牽引以外にも、馬やロバの背やヘリコプターなどに分解して積み込んだり、輸送機からパラシュートによる投下が可能なため、戦略的機動力が高い。防盾が装備されているが、外した状態でも射撃可能である。
Mod.56榴弾砲はイタリアだけでなく世界中に広く輸出された。1960年代にはイギリス軍がQF 25ポンド砲の後継にMod.56を選定し、L5 105mm榴弾砲として制式採用したためイギリスのみならずイギリス連邦加盟国でも広く使用された。
主に山岳部隊や空挺部隊、ヘリボーン部隊、海兵隊などの機動力を重視する部隊の火力支援用榴弾砲として30か国以上で採用された。中南米などではアメリカ製M101榴弾砲と共に運用することも多く、現在でも多くの国で現役である。
フィリピンのフロロ・インターナショナル・コーポレーションにおいて、フィリピンの陸軍と海兵隊が装備するMod.56の近代化改修を目的により高性能な駐退復座機と半自動開閉機構と薬莢自動排出機構を有する改良型の尾栓などをオリジナルの部品に替って装着させるアップグレードキットが開発された。同社では、既存のMod.56のスペアパーツも製造している。

## 実戦
Mod.56榴弾砲はニュージーランド軍がベトナム戦争の初期において南ベトナム解放民族戦線（ベトコン）への砲撃に用いたが、ベトナム派遣部隊では早期にアメリカ製M101榴弾砲に更新されている。
ローデシア紛争でもローデシア政府軍が前任のQF 25ポンド砲と共に使用しており、紛争終結後のジンバブエ軍でも使用されている。
フォークランド紛争でもフォークランド諸島に上陸したアルゼンチンの陸軍と海兵隊が使用したが、イギリス軍はより射程の長い国産のL118軽量砲を投入した上にアルゼンチン軍地上部隊はシーハリアーによる空爆や艦砲射撃に曝されたため、あまり活躍できていない。
フィリピンにおいても、新人民軍やモロ・イスラム解放戦線、アブ・サヤフなどの反政府ゲリラ組織の掃討作戦に使用されている。

## 採用国

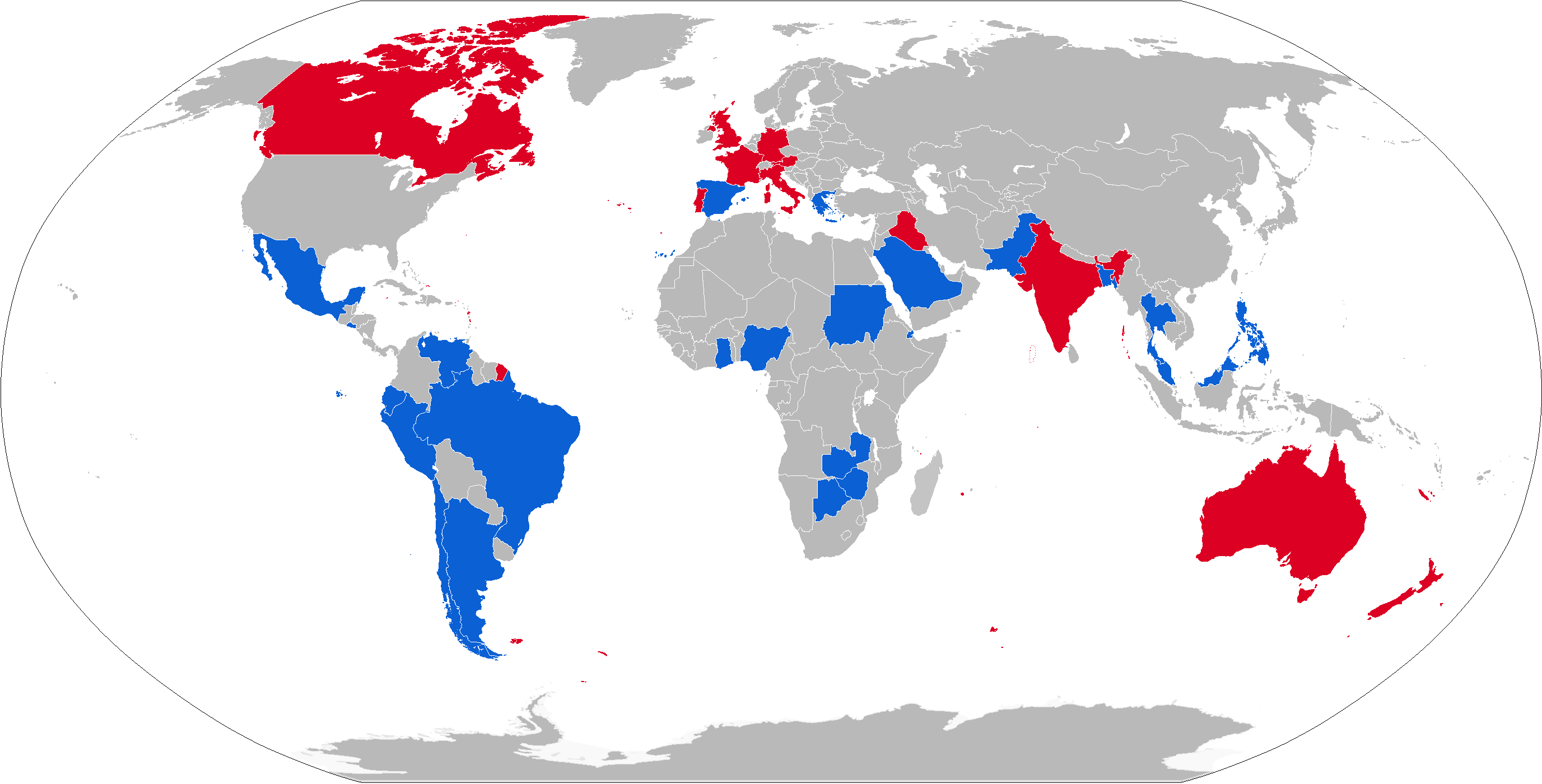
Mod.56の採用国（青）。かつて採用していたが、現在は退役させた国（赤）。

- アルゼンチン[注釈 1]
- バングラデシュ
- ボツワナ
- ブラジル
- チリ
- キプロス
- エクアドル[注釈 2]
- ギリシャ
- マレーシア
- メキシコ[注釈 3]
- ペルー
- フィリピン
- ウクライナ(2022年ロシアのウクライナ侵攻に伴いスペインから6門供与)
- スペイン
- ベネズエラ
- ジンバブエ
（ローデシア）

かつての採用国
- オーストラリア
- カナダ
- ドイツ
- イタリア
- ポルトガル
- イギリス
- ニュージーランド

## 諸元・性能
出典: Christopher Chant (1987). A compendium of armaments and military hardware. Routledge. ISBN 9780710207203
諸元
- 種別: 軽榴弾砲 / 山砲
- 口径: 105 mm
- 砲身長: 14.08口径長 / 1,470 mm
- 重量: 1,290 kg
- 全長: 4.80m（射撃時）/3.65m（牽引時）
- 全幅: 2.90m（射撃時）/1.50m（牽引時）
- 全高: 1.93m
- 砲員数: 7名

作動機構
- 砲尾: 垂直鎖栓式
- 反動: 液気圧式駐退復座機＋多段式マズルブレーキ
- 砲架: 開脚式、2輪式

性能
- 俯仰角: -7°〜+65°
- 旋回角: 36°
- 初速: 416 m/秒
- 最大射程: 10,200m（通常弾）, 13,000m（RAP弾（英語版））[5]
- 発射速度: 3発/分（1時間持続）, 4発/分（30分持続）

砲弾・装薬
- 弾薬: 半完全弾薬筒（105×372mmR）

## ギャラリー

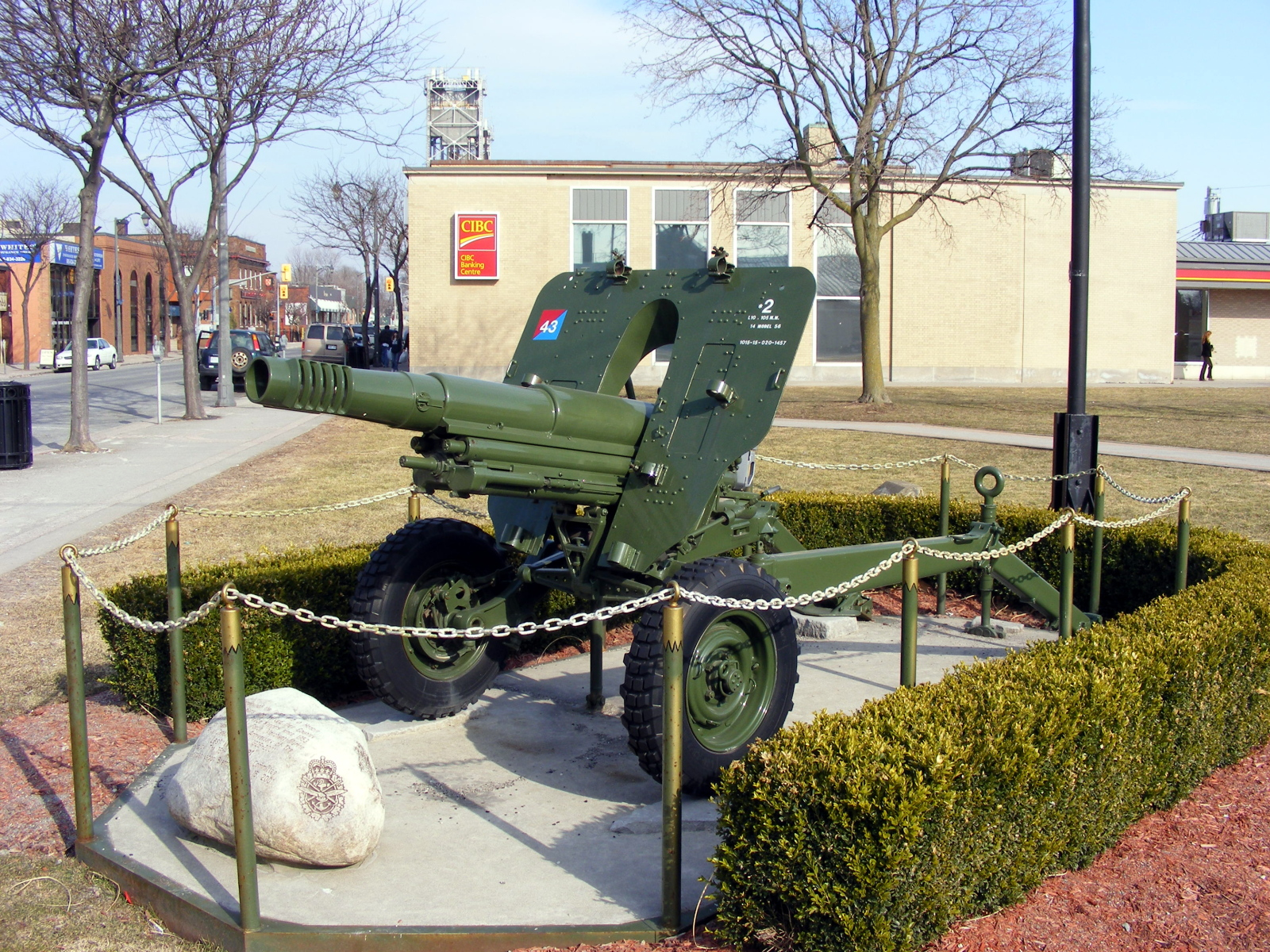
右前方からの写真
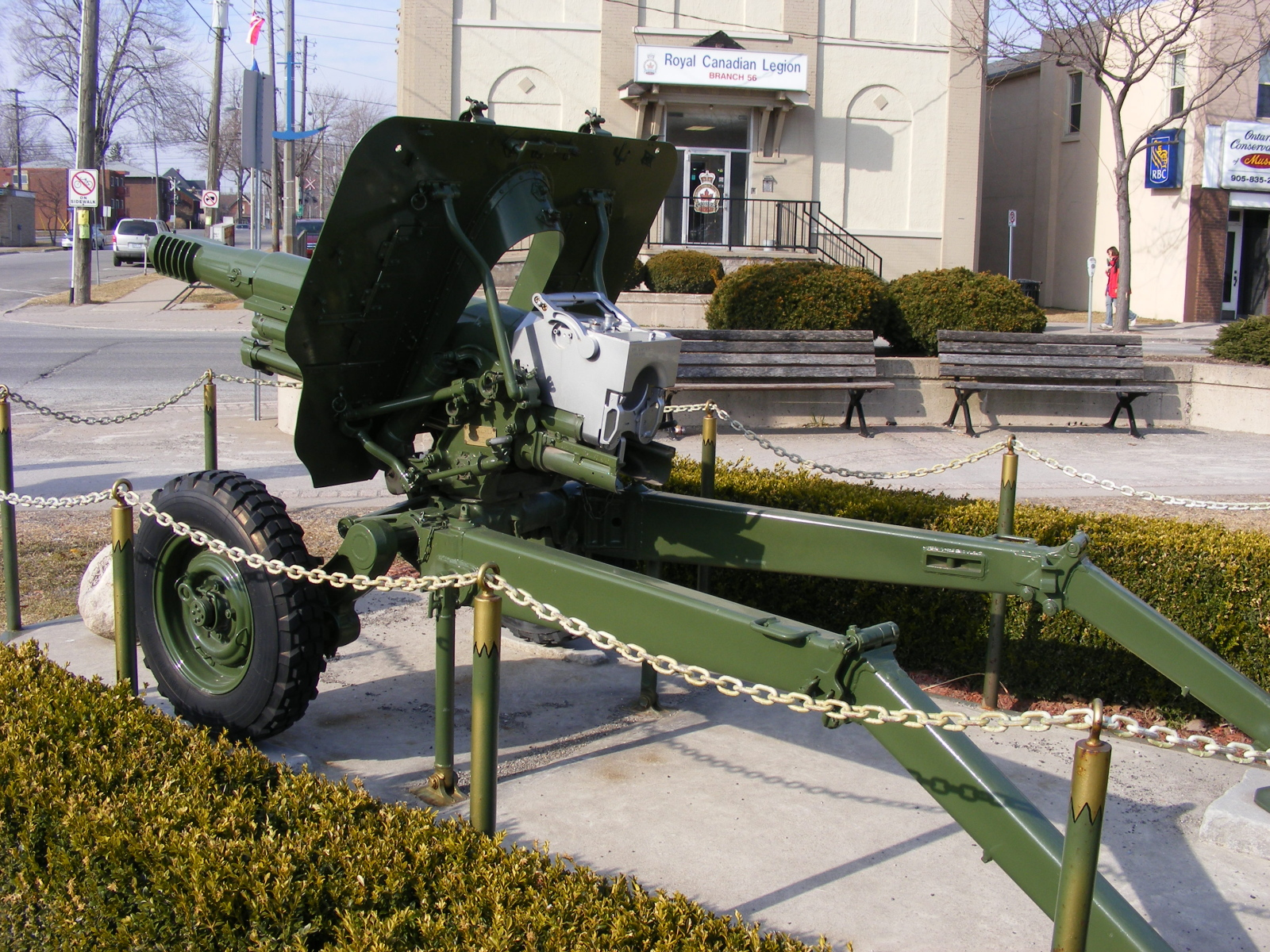
右後部からの写真
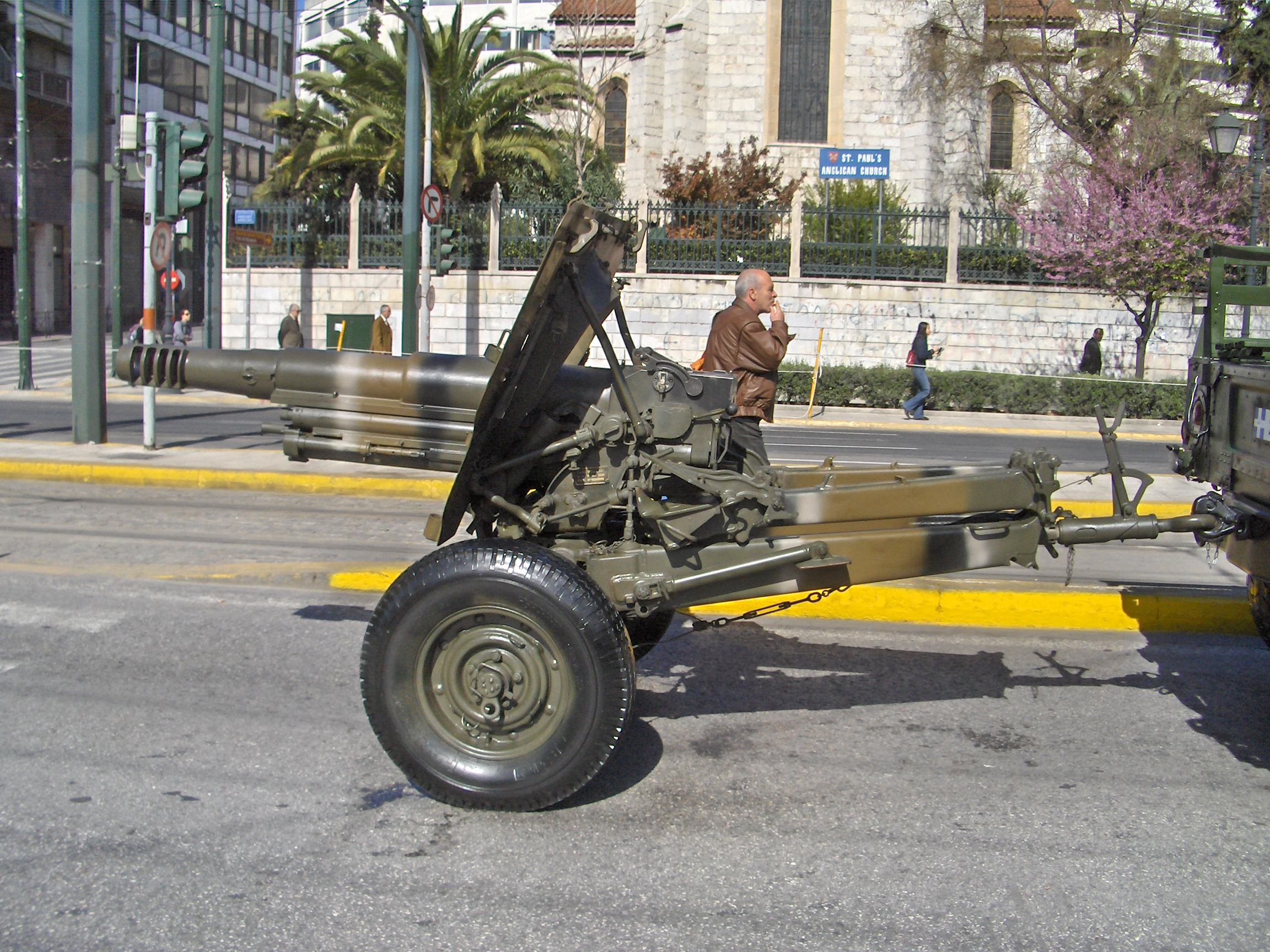
ギリシャ陸軍第71空挺旅団のMod.56 牽引状態
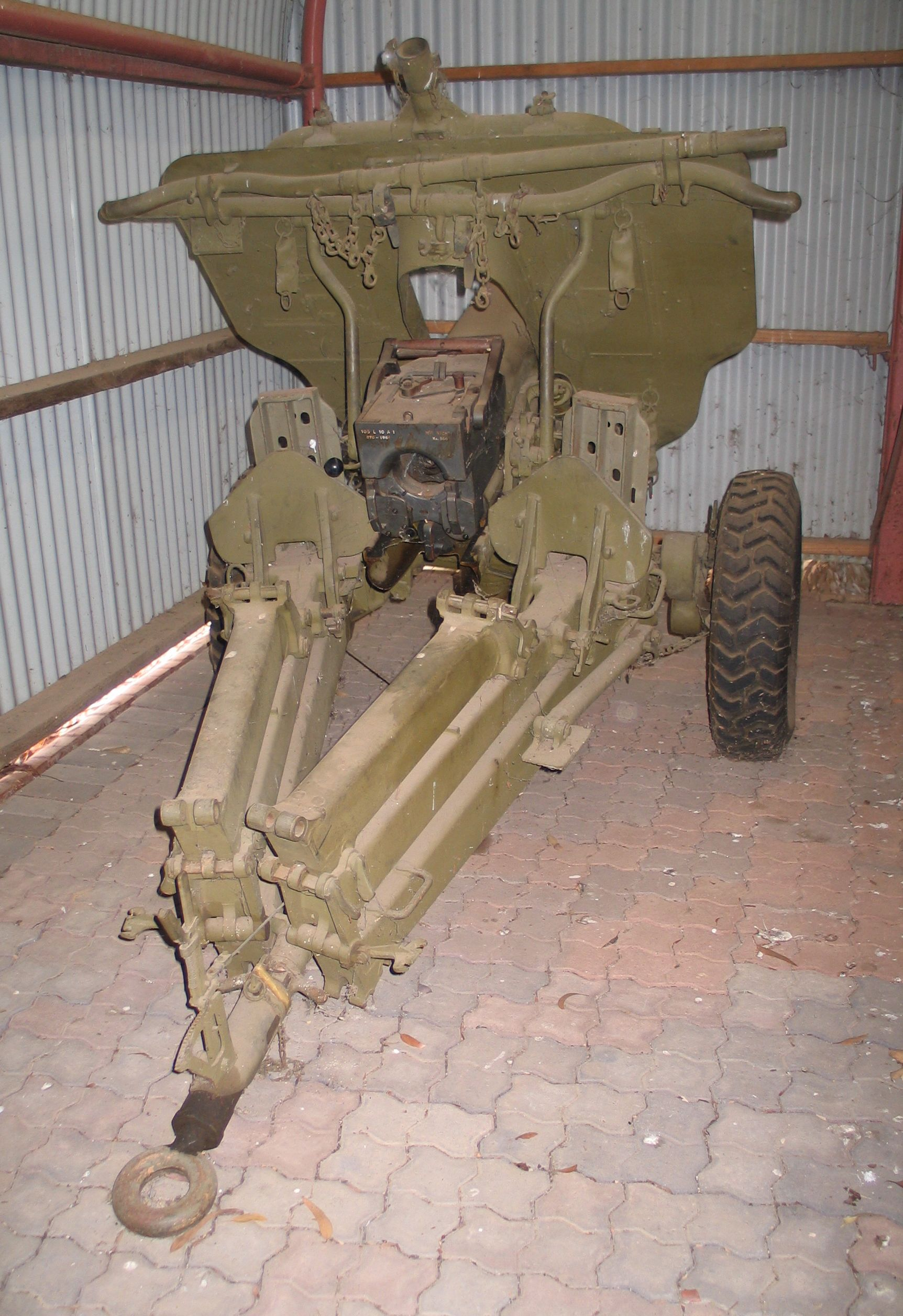
牽引状態のMod.56 後部から撮影
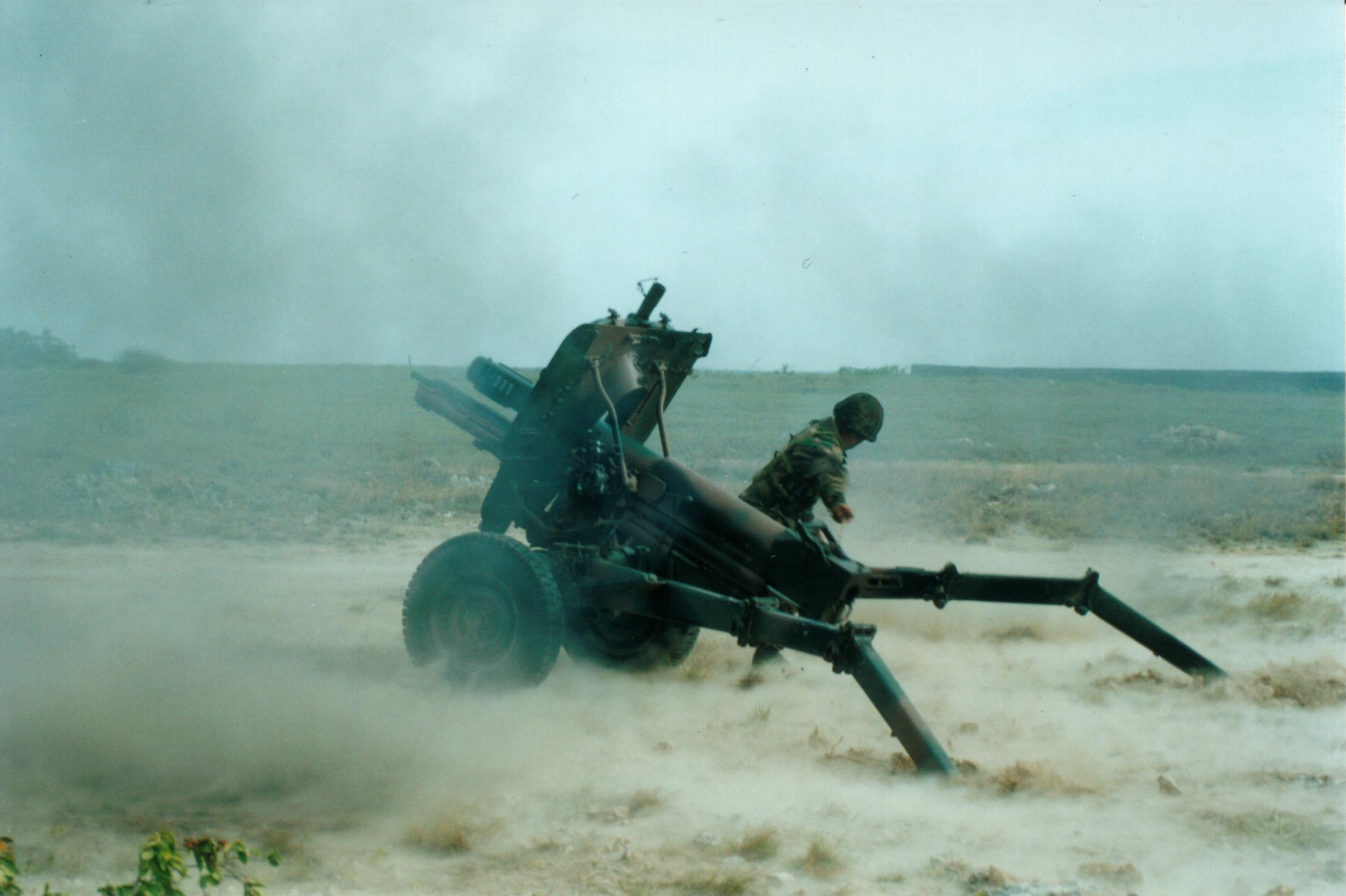
ベネズエラ海軍歩兵（スペイン語版）のMod.56。 射撃直後のため、砲身が後退している。